# Liste der Baudenkmäler in Moos (Niederbayern)

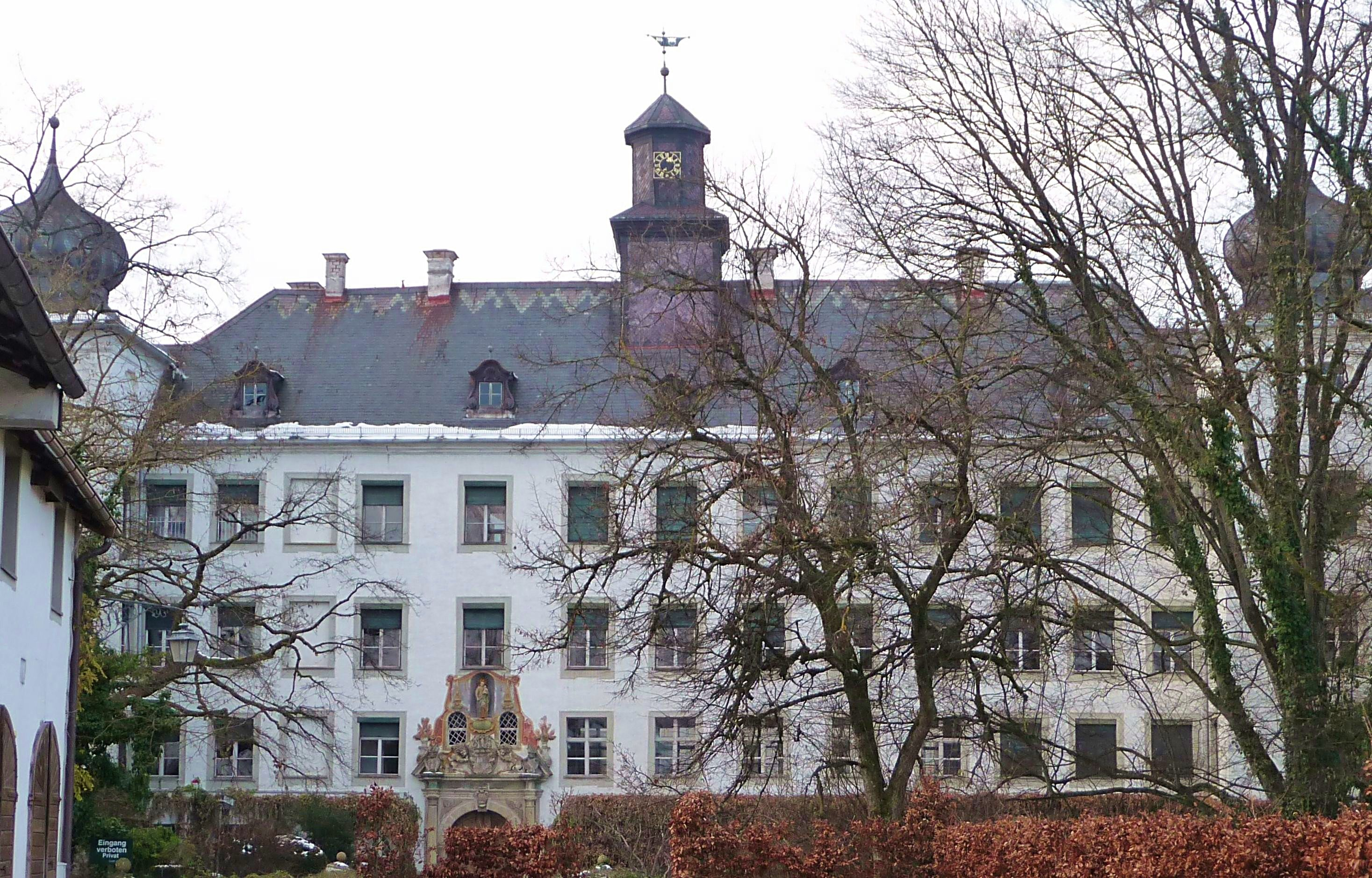
Schloss Moos

Auf dieser Seite sind die Baudenkmäler in der niederbayerischen Gemeinde Moos zusammengestellt. Diese Tabelle ist eine Teilliste der Liste der Baudenkmäler in Bayern. Grundlage ist die Bayerische Denkmalliste, die auf Basis des Bayerischen Denkmalschutzgesetzes vom 1. Oktober 1973 erstmals erstellt wurde und seither durch das Bayerische Landesamt für Denkmalpflege geführt wird. Die folgenden Angaben ersetzen nicht die rechtsverbindliche Auskunft der Denkmalschutzbehörde.

## Baudenkmäler nach Ortsteilen

### Moos
| Lage                                              | Objekt               | Beschreibung | Akten-Nr.     | Bild                |
| ------------------------------------------------- | -------------------- | --- | ------------- | ------------------- |
| Aufeldstraße 1 (Standort)                         | Wohnhaus             | zweigeschossiger biedermeierlicher Walmdachbau mit Putzgliederung, Mitte 19. Jahrhundert | D-2-71-135-1  | BW                  |
| Nähe Moos; Preysingstraße; Schloßallee (Standort) | Allee                | aus Kastanien und Linden, Anlage wohl 18. Jahrhundert; zwischen Schloss und Brauerei | D-2-71-135-10 | Allee               |
| Innerer Schloßplatz 1 (Standort)                  | Schloss Moos         | Ehemaliges Wasserschloss, viergeschossige trapezförmige Vierflügelanlage mit Zwiebel-Ecktürmen, von 1625–36, unter Verwendung älterer Teile; mit Ausstattung; Torturm, viergeschossiger Zeltdachbau mit Durchfahrt, im Kern 18. Jahrhundert; Ökonomiegebäude, zweigeschossiger Satteldachtrakt, im Kern 18. Jahrhundert; Stadel, Krüppelwalmdachbau mit Blockbau-Obergeschoss und Bundwerk, 17. Jahrhundert; Stallungen, südlicher zweigeschossiger Satteldachtrakt mit böhmischen Gewölben, im Kern 18. Jahrhundert; Brücke, mit Johann-Nepomuk-Figur, 18. Jahrhundert; Pförtnerhaus, erdgeschossiger Walmdachbau mit Toranlage, zweite Hälfte 18. Jahrhundert; Park, mit teilweise erhaltenem Wassergraben | D-2-71-135-4  | weitere Bilder      |
| Martlstraße 1 (Standort)                          | Stallstadel          | Steilsatteldachbau, teilweise in Blockbauweise mit aufgesteilten Einfahrten, im Kern 18. Jahrhundert | D-2-71-135-28 | Stallstadel         |
| Preysingstraße 23 (Standort)                      | Gasthaus             | zweigeschossiger Halbwalmdachbau mit Putzgliederung, Mitte 19. Jahrhundert | D-2-71-135-6  | Gasthaus            |
| Preysingstraße 27 (Standort)                      | Ehemaliges Amtshaus  | zweigeschossiger barocker Mansardwalmdachbau mit Putzgliederung, zweite Hälfte 18. Jahrhundert | D-2-71-135-7  | Ehemaliges Amtshaus |
| Preysingstraße; Schloßallee (Standort)            | Mariensäule          | steinerne Säule auf Postament mit bekrönender Muttergottes, wohl erste Hälfte 15. Jahrhundert | D-2-71-135-8  | Mariensäule         |
| Schloßallee 1 (Standort)                          | Brauerei             | zweigeschossiger barocker Mansardwalmdachbau mit Putzgliederung und zwei Darrtürmen, 1780 | D-2-71-135-9  | Brauerei            |
| Schloßallee 1 (Standort)                          | Kapelle              | sogenannte Sankt-Anna-Kapelle, kleiner Satteldachbau mit Dachreiter, 1624; mit Ausstattung | D-2-71-135-29 | weitere Bilder      |
| Warmundstraße 4 (Standort)                        | Ehemaliges Forsthaus | zweigeschossiger Halbwalmdachbau mit Putzgliederung, Mitte 19. Jahrhundert | D-2-71-135-11 | BW                  |

### Burgstall
| Lage                    | Objekt   | Beschreibung                                                               | Akten-Nr.     | Bild |
| ----------------------- | -------- | -------------------------------------------------------------------------- | ------------- | ---- |
| Kleine Point (Standort) | Wegkreuz | monumentales gusseisernes Kruzifix mit vergoldetem Corpus, bezeichnet 1825 | D-2-71-135-30 | BW   |

### Gilsenöd
| Lage                     | Objekt        | Beschreibung                                                                                                 | Akten-Nr.     | Bild           |
| ------------------------ | ------------- | --- | ------------- | -------------- |
| Rosenstraße 9 (Standort) | Weilerkapelle | neugotischer putzgegliederter Satteldachbau mit Dachreiter, letztes Viertel 19. Jahrhundert; mit Ausstattung | D-2-71-135-12 | weitere Bilder |

### Isarmünd
| Lage                   | Objekt     | Beschreibung                                                        | Akten-Nr.     | Bild       |
| ---------------------- | ---------- | ------------------------------------------------------------------- | ------------- | ---------- |
| In Isarmünd (Standort) | Hofkapelle | kleiner Satteldachbau mit Dachreiter, wohl um 1920; mit Ausstattung | D-2-71-135-13 | Hofkapelle |

### Kurzenisarhofen
| Lage                    | Objekt                                               | Beschreibung | Akten-Nr.     | Bild                                                 |
| ----------------------- | ---------------------------------------------------- | --- | ------------- | ---------------------------------------------------- |
| Kirchplatz 1 (Standort) | Katholische Pfarrkirche St. Simon und Judas Thaddäus | Wandpfeilersaal der Spätrenaissance mit eingezogenem Chor und vorgesetztem Westturm, erbaut 1624/28, Turm 1646/49; mit Ausstattung | D-2-71-135-14 | Katholische Pfarrkirche St. Simon und Judas Thaddäus |

### Langenisarhofen
| Lage                           | Objekt                                                 | Beschreibung | Akten-Nr.     | Bild                            |
| ------------------------------ | ------------------------------------------------------ | --- | ------------- | ------------------------------- |
| Bundesstraße 43 (Standort)     | Kapelle St. Johannes der Täufer                        | barocker Satteldachbau mit Zwiebelturm und Vorhalle, zweite Hälfte 17. Jahrhundert; mit Ausstattung                                            | D-2-71-135-20 | Kapelle St. Johannes der Täufer |
| Kirchenweg 2 (Standort)        | Wohnstallhaus                                          | erdgeschossiger hakenförmiger Blockbau mit Satteldach, Giebelschrot und westlich abgewalmtem Stallteil über gemauertem Sockel, 17. Jahrhundert | D-2-71-135-31 | BW                              |
| Obere Bachstraße 13 (Standort) | Ehemaliges Wohnstallhaus eines ehemaligen Dreiseithofs | zweigeschossiger Flachsatteldachbau mit Putzgliederung und Trauf- bzw. Hochgiebelschrot, zweites Viertel 19. Jahrhundert                       | D-2-71-135-18 | BW                              |
| Untere Bachstraße 1 (Standort) | Ehemaliges Wohnstallhaus eines ehemaligen Dreiseithofs | Flachsatteldachbau mit verbrettertem Obergeschoss und Trauf- bzw. Hochgiebelschrot, zweites Viertel 19. Jahrhundert                            | D-2-71-135-19 | BW                              |

### Niederleiten
| Lage                                    | Objekt                                                 | Beschreibung | Akten-Nr.     | Bild                                                   |
| --------------------------------------- | ------------------------------------------------------ | --- | ------------- | ------------------------------------------------------ |
| Leitenstraße 8 (Standort)               | Ehemaliges Wohnstallhaus eines ehemaligen Dreiseithofs | Flachsatteldachbau mit Blockbau-Obergeschoss, drei Giebelschroten und ehemaligem giebelseitigem Stallteil, um 1785 | D-2-71-135-22 | Ehemaliges Wohnstallhaus eines ehemaligen Dreiseithofs |
| Leitenstraße; Leitenstraße 8 (Standort) | Kapelle                                                | kleiner Satteldachbau, 18./19. Jahrhundert; mit Ausstattung                                                        | D-2-71-135-25 | weitere Bilder                                         |

### Sammern
| Lage                  | Objekt                                                 | Beschreibung | Akten-Nr.     | Bild                     |
| --------------------- | ------------------------------------------------------ | --- | ------------- | ------------------------ |
| Sammern 14 (Standort) | Ehemaliges Wohnstallhaus                               | Flachsatteldachbau mit Blockbau-Obergeschoss, Traufschrot und Traidboden, 18./19. Jahrhundert                                      | D-2-71-135-26 | Ehemaliges Wohnstallhaus |
| Sammern 16 (Standort) | Ehemaliges Wohnstallhaus eines ehemaligen Vierseithofs | zweigeschossiger Flachsatteldachbau mit teilweise ausgemauertem Blockbau-Wohnteil und Giebelschrot, erstes Drittel 19. Jahrhundert | D-2-71-135-27 | weitere Bilder           |

## Ehemalige Baudenkmäler
In diesem Abschnitt sind Objekte aufgeführt, die früher einmal in der Denkmalliste eingetragen waren, jetzt aber nicht mehr. Objekte, die in anderem Zusammenhang also z. B. als Teil eines Baudenkmals weiter eingetragen sind, sollen hier nicht aufgeführt werden. Aktennummern in diesem Abschnitt sind ehemalige, jetzt nicht mehr gültige Aktennummern.

| Lage                                    | Objekt                                              | Beschreibung | Akten-Nr.     | Bild |
| --------------------------------------- | --------------------------------------------------- | --- | ------------- | ---- |
| Kurzenisarhofen Kirchplatz 3 (Standort) | Pfarrhaus                                           | zweigeschossiger Walmdachbau mit profiliertem Traufgesims, um 1840; Stall, zweigeschossiger Satteldachbau, gleichzeitig | D-2-71-135-15 | BW   |
| Niederleiten Leitenstraße 12 (Standort) | Ehemaliges Wohnstallhaus eines ehemaligen Hakenhofs | Flachsatteldachbau mit Blockbau-Obergeschoss und Traufschrot, 18./19. Jahrhundert                                       | D-2-71-135-24 | BW   |